# Badajoz
Badajoz là thành phố ở Extremadura, bên sông Guadiana, Tây Ban Nha, gần biên giới với Bồ Đào Nha. Đây là thủ phủ tỉnh Badajoz. Thành phố này giao thương chủ yếu với Bồ Đào Nha với các sản phẩm bia rượu, thực phẩm. Tại thành phố này có nhà thờ được xây vào thế kỷ 13 có trưng bày các tác phẩm hội họa của họa sĩ Luis de Morales, một người quên Badajoz. Badajoz đã là một đô thị quan trọng của Moors vào thế kỷ 11 và đã trở thuộc vương quốc Castile trong thế kỷ 13. Thành phố này bị nhiều cuộc tấn công của Bồ Đào Nha. Năm 1811, trong chiến tranh Peninsular (1808-1814), thành phố này bị người Pháp chiếm đóng cho đến năm sau khi nó bị người Anh chiếm. Trong nội chiến Tây Ban Nha, phe dân tộc dươớ sự chỉ huy của tướng Francisco Franco đã chiếm được thành phố năm 1936 và đã hành quyết hàng trăm cư dân.

## Thành phố kết nghĩa
- Elvas,Bồ Đào Nha[1]
- Santarém,Bồ Đào Nha[1]
- Nazaré,Bồ Đào Nha[1]
- Blumenau, Brazil[1]
- Granada, Nicaragua[1]